# Krebsnunatak
Der Krebsnunatak ist ein 1600 m hoher Nunatak in der Shackleton Range, einem Teil des Transantarktischen Gebirges im Coatsland östlich des Filchner-Ronne-Schelfeises.
In den Read Mountains ragt er zwischen Mantell Screes, Arkell Cirque und Flett Crags aus dem Eis.
Der Nunatak wurde von Teilnehmern der Expedition GEISHA (Geologische Expedition in die Shackleton Range) des Alfred-Wegener-Instituts im Südsommer 1987/1988 nach dem Geologen Wolfgang Krebs (1933–1981) von der Universität Braunschweig benannt.
Dieser und weitere 7 Namensvorschläge von GEISHA wurden zusammen mit 7 Vorschlägen aus den Expeditionen GANOVEX V und VII am 9./10. Mai 1994 vom Deutschen Landesausschuss für das Scientific Committee on Antarctic Research (SCAR) und für das International Arctic Science Committee (ISAC) bestätigt und ans SCAR gemeldet.